# 加纳国旗

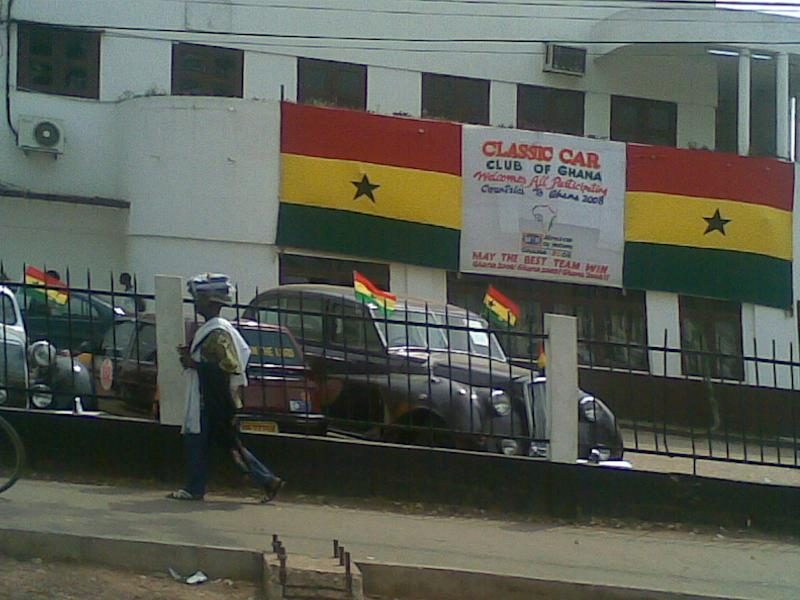
首都阿克拉街头的加纳国旗

迦納國旗是一面由红、黃、绿三條橫條組成的三色旗，中間有一顆黑色五角星來自黑星船運公司且象徵非洲的團結和解放，属泛非洲主义色彩旗帜。
加纳1957年独立后採用此旗為國旗。1964年旗中間的黃色一度改為白色，1966年恢復原來的黄色。

## 历史国旗

阿散蒂王國
英属黄金海岸(1821年–1957年)
比例2:3 （1964年—1966年）

## 空军军旗和民航旗帜

空军军旗
民航旗帜

## 政府旗帜

1966年起为加纳总统府旗帜。加纳总统旗；加纳国旗的复制品，带有金边。
加纳总统旗帜（1964年至1966年）
加纳总统旗帜（1966年至今）
加纳前国家航运公司黑星航运公司的旗帜

## 其它旗帜
恩克鲁玛执政初期，加纳曾一度提议同几内亚和马里组成联盟，并期望最终合并，但由于几内亚和马里反应冷淡，联盟最终不久后解散。
联盟的旗帜是以加纳国旗为基础而设计的。

非洲国家联盟（ 加纳自治领)（1957-1961）
非洲国家联盟（ 、 几内亚）(1958-1961)
非洲国家联盟（ 、 几内亚、 ）(1961-1962)

## 类似旗帜

立陶宛国旗
玻利维亚国旗
緬甸國旗
喀麦隆國旗